# Erardo Cócaro
Erardo Cócaro (Dolores, 21 gennaio 1961) è un allenatore di calcio ed ex calciatore uruguaiano, di ruolo centrocampista.
È citato anche come Erardo Cóccaro.

## Carriera

### Club
Ha giocato in Uruguay con Progreso, Peñarol e Bella Vista e ha provato un'esperienza in Argentina al Gimnasia La Plata.

### Nazionale
Ha vinto la Copa América 1987, seppur senza presenze.

## Palmarès

### Nazionale
- Coppa America: 1

1987